# Contea di Conecuh
La contea di Conecuh, in inglese Conecuh County, è una contea dello Stato dell'Alabama, negli Stati Uniti. La popolazione al censimento del 2010 era di 13.228 abitanti. Il capoluogo di contea è Evergreen.

## Geografia fisica
La contea si trova nella parte meridionale dell'Alabama. Lo United States Census Bureau certifica che l'estensione della contea è di 2.208 km², di cui 2.204 km² su terraferma e i rimanenti 4 km² composti da acque interne.
Il fiume Sepulga, un affluente del fiume Upper Conecuh, attraversa la parte nord-orientale della contea. Burnt Corn Creek e Murder Creek, entrambi affluenti del Lower Conecuh River, attraversano la parte occidentale e meridionale della contea.

### Contee confinanti
- Contea di Butler - nord-est
- Contea di Covington - sud-est
- Contea di Escambia - sud
- Contea di Monroe - est/nord

## Storia
La Contea di Conecuh fu costituita il 13 febbraio 1818 e il nome deriva dalla frase del linguaggio dei nativi americani Creek per indicare la "terra della canna da zucchero". Il 27 luglio 1813 nell'area dell'attuale contea avvenne la battaglia di Burnt Creek durante la Guerra Creek.
La contea venne dichiarata area disastrata nel settembre 1979 a causa dei danni creati dall'uragano Frederic.

## Società

### Evoluzione demografica
Abitanti censiti (migliaia)

Secondo il censimento del 2010 la composizione etnica della città è 51.3% bianchi, 46.5% neri, 0.3% nativi americani, 0.1% asiatici e 1.0% di altre razze. L'1.2% della popolazione è ispanica.

## Cultura

### Istruzione
Sono presenti otto scuole pubbliche con 125 insegnanti e quasi 2000 studenti. È presente anche una scuola privata frequentata da circa 275 studenti.

### Eventi
Nella città di Castleberry si tiene annualmente lo Strawberry Festival in aprile. Nella città di Evergreen si tiene annualmente il Conecuh County Sausage Festival in onore della salsiccia locale.

## Economia
Nel diciannovesimo secolo l'economia era basata sulla coltivazione di cotone e mais e sull'allevamento di bestiame; nel 1818 furono costruiti i primi mulini e segherie. Alla fine del diciannovesimo secolo si sviluppò anche la coltura di arachidi, canna da zucchero e fragole. Nel 1859 iniziarono i lavori sulla ferrovia di Montgomery e Pensacola che attraversa la contea, completati nel 1861.

### Occupazione
Nel 2016 la forza lavoro era suddivisa tra le seguenti categorie professionali:
- Produzione (18%)
- Servizi educativi, assistenza sanitaria e assistenza sociale (17,9%)
- Commercio al dettaglio (15,4%)
- Costruzione (7,3%)
- Trasporto, magazzinaggio e servizi di pubblica utilità (7,3%)
- Arte, intrattenimento, svago, alloggio e servizi di ristorazione (7,1%)
- Agricoltura, silvicoltura, pesca, caccia ed estrattiva (6,8%)
- Altri servizi, ad eccezione della pubblica amministrazione (6,2%)
- Pubblica amministrazione (4,2%)
- Finanza, assicurazione, immobiliare, noleggio e leasing (3,1%)
- Commercio all'ingrosso (2,7%)
- Servizi professionali, scientifici, di gestione, amministrativi e di gestione dei rifiuti (2,4%)
- Informazioni (1,7%)

### Strutture che impiegano più persone
Secondo l'ultimo aggiornamento (2016) le strutture che impiegano più persone sono:
| Struttura                    | Impiegati |
| ---------------------------- | --------- |
| Knud Nielsen Company         | 324       |
| Guyoungtech                  | 300       |
| Evergreen Transport LLC      | 236       |
| Weyerhaeuser                 | 150       |
| Evergreen Medical Center     | 118       |
| Evergreen Technology         | 110       |
| Contea di Conecuh            | 80        |
| Reid State Technical College | 72        |
| Tenax                        | 60        |
| United Parcel Service        | 58        |

## Infrastrutture e trasporti

### Principali strade ed autostrade
Le principali vie di trasporto della contea sono:
- Interstate 65
- U.S. Highway 31
- U.S. Highway 84
- State Route 41
- State Route 83

## Comuni[11]
- Castleberry - town
- Evergreen (capoluogo) - city
- McKenzie - town[12]
- Repton - town